# Jacob Arrhenius
Jacob Arrhenius, född 31 oktober 1642 i Linköping, död 13 april 1725 på sin gård Hembringe, var en svensk professor i historia, rektor för Uppsala universitet. För eftervärlden är Arrhenius mest känd som psalmist.

## Biografi
Jacob Arrhenius var son till Arvid Klasson Kapfelman som var handlande i Linköping och hans hustru Ingrid Björnsdotter. Som tjugoettårig inskrevs Jacob Arrhenius vid Uppsala universitet där han blev bemärkt som duktig student men också hänsynslös. Han disputerade 1670 för sin bror Klas Örnhiälm med Patria et eius amor ex Ciceronis... Innan dess hade han blivit notarie vid Antikvitetskollegium, och 1676 blev han sekreterare vid Uppsala akademi där han gjorde en insats med att ordna upp arkivet med register och utökningar vilket han bekostade själv. Han efterträdde Olof Verelius som räntmästare vid universitetet år 1679, något som Olof Rudbeck d.ä. länge försökte förhindra men vilket genomdrevs av Johan Hadorph och Sten Nilsson Bielke. Arrhenius och hans bror Örnhielm var motståndare till Rudbecks starka ställning vid universitetet, bland annat för de stora kostnader som dennes uppbyggnad av universitetet medförde. Av dessa ekonomiska skäl drev Arrhenius igenom att Karl XI tillsatte den så kallade inkvisitionskommissionen om universitetets finanser. I egenskap av räntmästare försökte Arrhenius dra in Rudbecks anslag till botaniska trädgården, men köpte också upp jordbruksegendomar till universitetet, förde en framgångsrik spannmålshandel och restaurerade universitetets kvarnar. Till följd av detta kunde professorslönerna höjas.
1687 utsågs Arrhenius till professor i historia, och hade synnerligen många respondenter med nära 50 avhandlingar som lades fram. Hans gärning som föreläsare finns det inte många källor om. 1698 lades två avhandlingar fram för Arrhenius om Uppsala tempel, båda av två Hesselius. Den äldre av dessa, Andreas Hesselius, lade i juni fram Dissertatio historica de Vandalis... vilket var ett inlägg i debatten och vilken bestred den gällande uppfattningen att templet skulle ha legat i Gamla Uppsala. Rektor Olof Rudbeck d.y. begärde att disputationen skulle skjutas upp och stängde Gustavianum där disputationen skulle äga rum. Preses Arrhenius lät då dyrka upp porten och höll disputationen som planerat. I december samma år var han också preses för Petrus Hesselius (1679-1713) som lade fram De templo Upsala, jdololatriæ quondam per septentionem sede i samma ämne.
Som psalmdiktare är Arrhenius känd genom sina år 1689 och 1691 utgivna ”Psalmeprofwer”, av vilka ett flertal togs med i 1695 års psalmbok  Hans psalmer finns rikligt representerade i Wallins psalmbok 1819 och i Nya psalmer 1921. Likaså i 1937 års psalmbok, medan antalet psalmer av eller med honom halverades i Den svenska psalmboken 1986. I en tillägnan berättar Arrhenius själv att hans omdiktningar av Psaltaren tillkommit under kriget. Han är som diktare påverkad av pietismen, Kristusmystik och av den tyske Johann Arndt. Det är också påfallande att han studerat versifikation för Petrus Lagerlöf och håller sig strikt till jambiska och trokaiska schemata.
Det är möjligt att han komponerat melodierna till några psalmer.

### Familj
Arrhenius gifte sig 1677 med Anna Fornelia, dotter till professor Lars Fornelius och Anna Andersdotter Helsingia, dotter till kyrkoherden Anders Erici Helsingius. Två av deras söner, Lars och Arvid Arrhenius, blev professorer i Uppsala.

### Psalmer
- Ack Herre straffa icke mig (1695 nr 27) översättning av Cornelius Beckers text Finns på Wikisource.
- Ditt namn, o Gud, jag lova vill (1695 nr 106, 1937 nr 9) skriven 1694 Finns på Wikisource.
- Du livets bröd, o Jesu Krist (1695 nr 17, 1937 nr 191) översättning av Johannes Rists text 1691.
- Gör porten hög, gör dörren bred (1695 nr 117, 1986 nr 107) översättning av Georg Weissels text. Finns på Wikisource.
- Hela världen fröjdes Herran (1695 nr 84, 1986 nr 10) översättning av Johann Francks text.  Finns på Wikisource.
- Herre, du min tröst och fromma = Herre, du som sänder trösten (1695 nr 291, 1921 nr 600) skriven före 1725
- Ho satans boning tänker på (1695 nr 408, 1819 nr 464) översättning av Georg Philipp Harsdörffers text.
- Jag lyfter mina händer (1695 nr 95, 1986 nr 238) skriven 1694 från Psaltarpsalm 121 Finns på Wikisource.
- Jag längtar av allt hjärta (1695 nr 393, 1937 nr 560) översättning av Christoph Knolls text. Finns på Wikisource.
- Jagh längtar, Herre, efter tigh (1695 nr 43, allegori över Psaltaren 25)
- Jesus allt mitt goda är (1695 nr 274, 1937 nr 122) översättning av Ahasverus Fritschs text. Finns på Wikisource.
- Jesu, du min fröjd och fromma (1695 nr 144, 1986 nr 273) översättning från tyska. Finns på Wikisource.
- Jesu, du som själen spisar (1695 nr 246, 1986 nr 355) översättning av Johann Flittners text.
- Jesus är min vän den bäste (1695 nr 245, Herren Lever 1977 nr 819, 1986 nr 43) skriven 1691 Finns på Wikisource.
- Lova Herren Gud, min själ (1695 nr 107, 1986 nr 328) skriven 1694 Finns på Wikisource.
- Min jämmer nu en ände har (1695 nr 396, 1937 nr 562) översättning från tyska
- Pris vare Gud, som min hand lärer strida (1695 nr 105) skriven cirka 1675-1679
- Vad sörjer du så svåra (1695 nr 267, 1937 nr 373) översättning av Johann Heermanns text.
- Är jag allen en främling här på jorden (1695 nr 258, 1937 nr 276) översättning från tyska.